# Ragen’s Colts
Ragen’s Colts war eine überwiegend aus katholischen Iren („South Side Irish“)  bestehende Bande in Chicago, welche in den späten 1920er und frühen 1930er die Unterwelt von Chicago dominierte. Sie geriet dann etwa ab 1932 unter die Kontrolle des Chicago Outfit unter Al Capone.

## Geschichte
Ursprünglich hatten sich die Mitglieder als Ragen’s Athletic and Benevolent Association zusammengefunden, ein Sport- und Wohltätigkeitsverein, der von Frank Ragen und seinem Bruder James M. Ragen angeführt wurde. Die Demokratische Partei von Chicago heuerte die 'Sportfreunde' gerne an, um in die Wahlkämpfe einzugreifen, wie es z. B. die Tammany Hall in New York City mit den dortigen Banden machte.
Die Gruppe expandierte schnell und ihre Mitgliedsstärke wuchs von 160 (1902) auf rund 2000 im Jahr 1908 an. Sie propagierten ihr Motto „Hit me and you hit 2000“ (engl.: „Schlage mich und du schlägst 2000“), um ihre Gegner einzuschüchtern. Am Ende des Jahrzehnts hatten Dutzende von Politikern ihre politische Karriere den Ragen’s Colts zu verdanken, die auch finanzielle Unterstützung geleistet hatten. Viele Wahlbeamte, Polizeichefs, Schatzmeister etc. waren dadurch Frank Ragen verpflichtet und dieser wurde sogar zum Polizeichef von Chicago berufen.
Die Gruppe kriminalisierte sich allerdings weiter und in den 1920er Jahren bildete sich ein harter Kern von Berufskriminellen heraus, wie etwa William „Gunner“ McPadden, Harry Madigan, Joseph „Dynamite“ Brooks, Danny McFall, Hughey „Stubby“ McGovern, Davy „Yiddles“ Miller und Ralph Sheldon, der 1920 die Sheldon Gang ins Leben rief.
Die Jahre nach dem Ersten Weltkrieg führte auch zu sozialen Spannungen in Chicago; Kriegsheimkehrer, Emigranten und ethnische Gruppen konkurrierten um Arbeitsplätze und sozialen Status. Zahlreiche Unruhen erschütterten die amerikanischen Städte und 1919 gerieten in der Südseite Chicagos die US-Amerikaner afro-amerikanischer Abstammung mit ihren Nachbarn in Konflikt („Chicago Race Riot of 1919“). Dabei wurde den Ragen’s Colts vorgeworfen, gezielt Überfälle im „Black Belt“ von Chicago unternommen zu haben, wobei zahlreiche Häuser verwüstet und Personen getötet wurden. Die Afro-Amerikaner schlugen zurück und ein regelrechter Nachbarschaftskrieg brach im gesamten Bezirk aus. Hinterher wurden offiziell 34 Tote (14 Schwarze, 20 Weiße) registriert; mehr als 1000 Personen wurden verletzt.
Die Bande legte sich aber auch mit dem Ku Klux Klan an, weil dieser anti-katholische Positionen vertrat. Im September 1921 konnten 3000 Augenzeugen beobachten, wie sie im Stockyards District eine Puppe aufhängte, die wie ein typisches Mitglied des Ku Klux Klan gekleidet war.
Während der Alkoholprohibition stieg die Bande auch in den profitablen Alkoholschmuggel ein. Mitglied Ralph Sheldon bildete jedoch seine eigene Gruppe und begann, die Lieferungen anderer Gruppen zu überfallen. Es kam zu Konflikten mit dem Chicago Outfit unter Al Capone. Allerdings kam es aber letztendlich zu einer Einigung und Al Capone heuerte viele Ragen’s Colts als Auftragsmörder an. Als sich 1932/33 nach dem Krieg von Castellammare das National Crime Syndicate bildete, wurde die Bande in dieses System der La Cosa Nostra integriert und viele Mitglieder der Bande wurden zu bekannten Anführern.
In den 1920er Jahren splitteten sich allerdings auch Mitglieder von der Gruppe ab, die offenbar sportlich interessierter waren, und organisierten sich als Chicago Maroons, um als Football-Mannschaft an der National Football League teilzunehmen. Diese Mannschaft war eine der beiden Quellen für die späteren Chicago Cardinals.